# (12370) Kageyasu
(12370) Kageyasu (1994 GB9) – planetoida z pasa głównego asteroid okrążająca Słońce w ciągu 3,49 lat w średniej odległości 2,3 j.a. Odkryta 11 kwietnia 1994 roku.